# Bánffy György (politikus)
Báró losonci Bánffy György (Kolozsvár, 1853. augusztus 31. – Bécs, 1889. március 31.) országgyűlési képviselő, zeneszerző, író.

## Élete
Báró Bánffy Albert és Esterházy Ágnes grófnő (1827–1899) fia volt. 1881-ben lett a képviselőház tagja, a szilágysomlyói kerület mérsékelt ellenzéki képviselőjeként. Neves sportoló volt, de inkább a zenét, irodalmat művelte, operettet és vígjátékot is írt. Versenylovakat nevelt, melyek több versenyen is sikeresen szerepeltek. Emellett gyakran vadászott és a galamblövészetet sem vetette meg.

### Magánélete
Felesége gróf Bethlen Mária, gróf Teleki Géza özvegye volt, s az alábbi két lányuk született:
- Judit (1888–1949), aki gróf Bethlen Ádám neje lett (1881–1958)
- Zsuzsanna (1888–1971), aki gróf Kendeffy Gáborhoz (1875–1962) ment feleségül

## Művei
Írt a Debreceni Ellenőrbe (1888); Kristóftér 78 című egyfelvonásos vígjátékát a Nemzeti Színházban adták elő 1886. november 12-én (Pesti Napló, Egyetértés és Pesti Hirlap 1886. 314. sz. és Nemzet 315. sz.).
Írt két operettet: a Gólyakirály (szövege Kemény Endre bárótól) Kolozsvárt került színre, a Fekete hajót (szövege Rákosi Jenőtől) a budapesti Népszínházban adták elő.